# Culicoides luganicus
Culicoides luganicus är en tvåvingeart som beskrevs av Shevchenko 1972. Culicoides luganicus ingår i släktet Culicoides och familjen svidknott. Inga underarter finns listade i Catalogue of Life.